# Valentina Cernoia
Valentina Cernoia (ur. 22 czerwca 1991 w Manerbio) – włoska piłkarka, grająca na pozycji pomocnika.

## Kariera piłkarska

### Kariera klubowa
W 2008 rozpoczęła karierę piłkarską w Brescią Femminile. W lipcu 2017 przeniosła się do nowo utworzonego Juventusu Women.

### Kariera reprezentacyjna
31 października 2013 debiutowała w narodowej reprezentacji Włoch w meczu przeciwko Hiszpanii. Wcześniej broniła barw juniorskiej reprezentacji.

## Sukcesy i odznaczenia

### Sukcesy piłkarskie
ACF Brescia
- mistrz Włoch: 2013/14, 2015/16
- wicemistrz Włoch: 2014/15
- zdobywca Pucharu Włoch: 2011/12, 2014/15, 2015/16
- zdobywca Superpucharu Włoch: 2014, 2015, 2016
- finalista Superpucharu Włoch: 2012

Juventus Women
- mistrz Włoch: 2017/18